# Ordine del Cigno

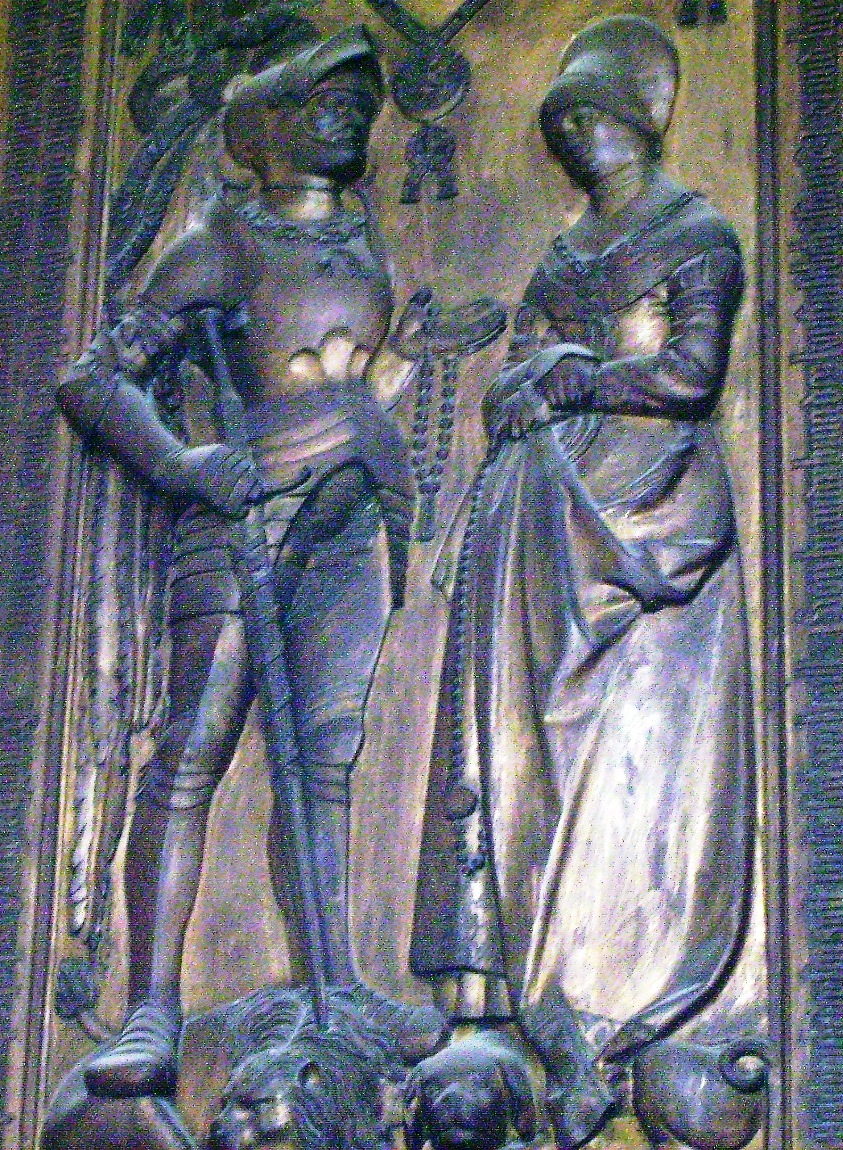
La lapide raffigurante Maddalena di Brandeburgo con il collare del Cigno

L'Ordine del Cigno (in tedesco: Schwanenorden) (o Ordine di Nostra Signora) era un ordine cavalleresco spirituale di principi e nobili governato dal Casato di Hohenzollern. Fu fondato il 29 settembre 1440 dall'elettore Federico II di Brandeburgo con riferimento al racconto medievale del Cavaliere del Cigno.
L'associazione inizialmente comprendeva, con l'elettore Federico in testa, trenta uomini e sette donne unite per onorare la Vergine Maria. Il suo quartier generale era la chiesa romanica di Santa Maria, al centro di un monastero premostratense situato su una collina vicino a Brandeburgo sulla Havel. Nel 1459, il margravio degli Hohenzollern Alberto III stabilì una filiale nella chiesa di San Gumberto vicino alla sua residenza Ansbach.
L'ordine si diffuse rapidamente, contando nel 1464 circa 330 membri, nonché altre filiali stabilite nel Principato di Ansbach e nei possedimenti dell'Ordine teutonico nella Prussia Orientale. Oltre a incoraggiare un omaggio più entusiasta alla Vergine Maria, l'ordine cercava di favorire la perseveranza nelle opere di misericordia. Si estinse durante la Riforma protestante, poiché quel movimento scoraggiava le devozioni a Maria.
Nel 1843 l'ordine fu ricreato, forse non più che un'idea del re Federico Guglielmo IV di Prussia, che non venne mai realizzata. In questa incarnazione, era un'associazione, aperta a uomini e donne di ogni credo, per il miglioramento dei mali fisici e morali. Attualmente esiste un'associazione benefica Schwanenritterorden a Norimberga, con il patrocinio del principe Hohenzollern Philip Kirill di Prussia.

## Il collare
La decorazione è composta da un cigno di smalto bianco (segno di purezza del cuore), circondato da un tessuto a righe dorate foderato di rosso. Il tessuto è decorato con sei catene d'oro nella parte inferiore. L'intera decorazione è superata da un medaglione ovale d'oro brillante con al centro una foto della Vergine Maria.

## Insigniti notabili
- Maddalena di Brandeburgo, figlia di Federico III di Brandeburgo
- Gianfrancesco Gonzaga, marchese di Mantova[3][4]
- Ulrico di Absberg
- Sittich von Zedtwitz
- Busso VII von Alvensleben
- Six von Ehenheim
- Jörg von Sachsenheim